# Kvarnbofallet

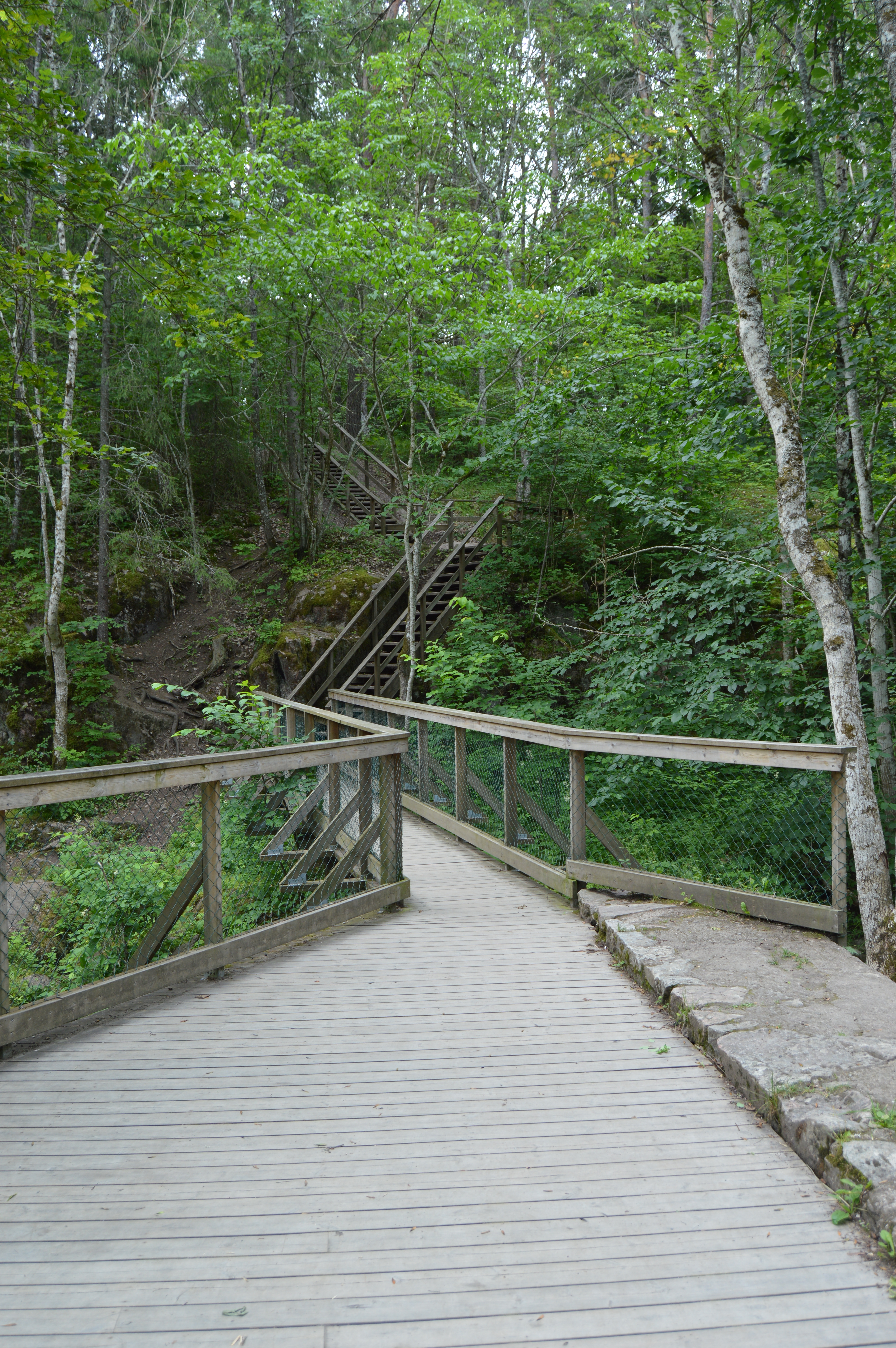
Bro över Hågaån vid Kvarnbofallet.

Kvarnbofallet är ett mindre vattenfall i Hågaån, cirka en halvmil väster om Uppsala, beläget mellan stadsdelarna Håga by och Kvarnbo. Vattenfallet finns i en mindre ravin vid Kvarnbo kvarn.